# Ebbe Gyllenstierna
Ebbe Gyllenstierna af Lundholm, född 12 november 1911 i Engelbrekts församling i Stockholms stad, död 14 maj 2003 i Oscars församling i Stockholm, var en svensk friherre av Gyllenstierna af Lundholm och militär.

## Biografi
Gyllenstierna avlade officersexamen vid Krigsskolan 1932 och utnämndes samma år till fänrik vid Livregementet till häst, där han befordrades till löjtnant 1936. Han var militärattaché vid ambassaden i Bryssel 1936–1937, varefter han utnämndes till ryttmästare vid Skånska kavalleriregementet 1941 och till kapten i Generalstabskåren 1943. Därefter var han adjutant hos chefen för armén 1943–1944, tjänstgjorde vid staben i III. militärområdet från 1944, vid Arméstaben och var lärare i krigshistoria vid Krigshögskolan 1945–1948. Han var ryttmästare i kavalleriet från 1948, befordrades till major i Generalstabskåren 1952, tjänstgjorde vid Försvarets sjukvårdsstyrelse från 1952 och var åter lärare i krigshistoria vid Krigshögskolan 1953–1955. Efter att ha befordrats till överstelöjtnant 1955 var han bataljonschef vid Västerbottens regemente från 1957 och chef för svenska FN-bataljonen i Gaza 1959. År 1960 befordrades han till överste, varpå han var arméattaché vid ambassaden i Paris med sidoackreditering vid ambassaden i Bern 1960–1965. Åren 1966–1972 var Gyllenstierna sekundchef vid Livregementets grenadjärer, varpå han inträdde i reserven 1972.

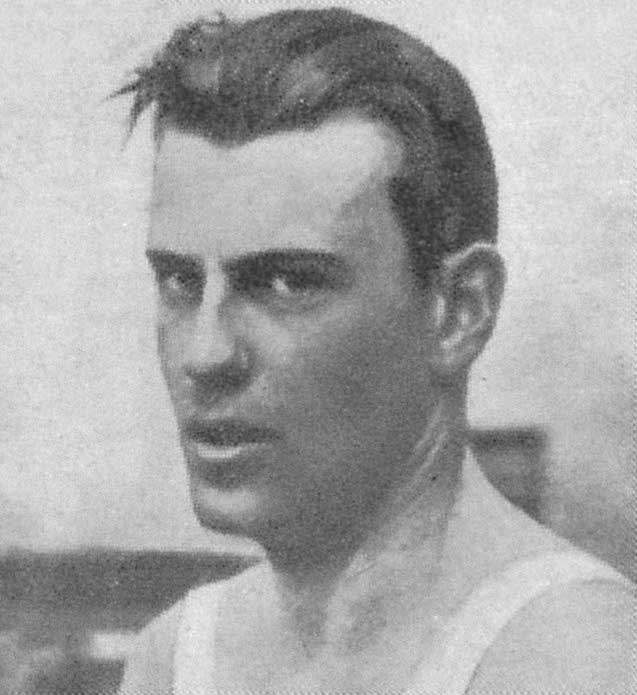
Ebbe Gyllenstierna som idrottare.

Ebbe Gyllenstierna invaldes 1956 som ledamot av Kungliga Krigsvetenskapsakademien. Han var sekreterare i Kungliga Patriotiska Sällskapet 1973–1987.
Gyllenstierna var också verksam som idrottare inom modern femkamp och deltog bland annat i olympiska sommarspelen 1936.
Ebbe Gyllenstierna var son till friherre Göran Gyllenstierna af Lundholm och Anna Neijber. Han gifte sig, och blev änkling, tre gånger: första gången 1936 med Eva Svennilson (1915–1966), andra gången 1970 med Maj Dalén (1908–1983) och tredje gången 1990 med Else Muusfeldt (1921–1998). Han är begravd på Skogskyrkogården i Stockholm.

## Utmärkelser
- Riddare av Svärdsorden, 1952.[8]
- Kommendör av Svärdsorden, 6 juni 1966.[9]
- Kommendör av första klass av Svärdsorden, 6 juni 1969.[10]